# Papa-capim-preto-e-branco
O Sporophila luctuosa, também conhecido como papa-capim-preto-e-branco é uma espécie monotípica de pássaros da família Thraupidae.

## Características
Os machos adultos apresentam plumagem branca no peito, costas com coloração preta assim como o capuz que cobre toda a cabeça e o pescoço. O bico é cinza claro e levemente azulado, as canelas são cinzentas, possuem uma mancha branca nas penas inferiores de suas asas, com total simetria bilateral, pois apresentam sempre o mesmo formato nas duas asas, não podendo então ocorrer em apenas uma das delas. As fêmeas são pardas e apresentam bico escuro, e é semelhante a fêmea do Sporophila nigricollis. Quando jovem macho do Sporophila luctuosa tem a mesma aparência das fêmeas, só é possível diferencia-lo visualmente após a primeira muda, quando o bico começa a ficar claro e as primeiras manchas escuras começam a formar o capuz, após esta primeira muda ele ainda apresenta cor esverdeada nas costas, e o peito ainda não fica totalmente branco, podendo ser confundido com outras espécies da subfamília Sporophila.

## Hábitos alimentares
Sua alimentação baseia-se em sementes encontradas na vegetação rasteira, formada por espécies como a braquiária dentre outras semelhantes, é necessário que haja uma variação de diferentes tipos de sementes em seu cardápio diário, fazendo com que ele se desloque em direção á diferentes localidades em busca de outras sementes.

## Distribuição geográfica
Encontra-se na Bolívia, no Brasil, na Colômbia, no Equador, no Peru e na Venezuela. Os seus habitats naturais são mata de vegetação subtropical ou tropical, mata subtropical ou tropical de alta altitude e floresta antiga fortemente degradada.[carece de fontes?]

## Reprodução
Costumam se reproduzir nas estações mais ensolaradas do ano, durante a primavera e o verão. Os casais formados, separam-se do bando em busca de arbustos ou pequenas árvores com bastante folhas, muitas vezes escolhem árvores com presença de espinhos, afim de dificultar a ação de predadores. Nesse período eles se tornam bastante territoriais, e o macho bastante agressivo para com outros que tentam se aproximar de sua área, e durante esse período ele é sempre visto cantando bem alto nas proximidades de seu ninho. As fêmeas colocam de 2 a 3 ovos, porém na maioria dos casos são 2 ovos, podendo conter dois machos, um macho e uma fêmea ou até mesmo duas fêmeas.  Após 13 dias de encubação os ovos começam a eclodir, os filhotes são alimentados pela mãe durante 3 ou 4 semanas, após isso os filhotes já são capazes de voar e de se alimentar sozinhos, e costumam formar pequenos bandos.

## Dialetos
Assim como nas outras espécies do gênero Sporophila, o papa-capim-preto-e-branco tem seu dialeto de acordo com a região onde vive, podendo aprender o canto com qualquer outro Papa capim independente de sua espécie, basta ter ouvido tal canto frequentemente durante sua juventude, ou durante o período de muda. Seus tipos de cantos mais populares são o grego ou mateiro, tui-tui, vi-vi-ti e siu-siu.

## Nome científico
Seu nome científico Sporophila luctuosa (Lafresnaye, 1843) significa do (grego) sporos = semente, philos = que gosta/amigo, e do (latim) luctuosa, luctus = triste/de luto, ou seja: Pássaro triste que gosta de sementes.

## Classificação científica
Reino: Animalia;
Filo: Chordata;
Classe: Aves;
Ordem: Passeriformes;
Subordem: Passeri;
Pavordem: Passerida;
Família: Thraupidae;
Subfamilia: Sporophilinae;
Gênero: Sporophila;
Espécie: S. luctuosa.